# Drobnokropka zieleniejąca
Drobnokropka zieleniejąca (Hypocrea gelatinosa (Tode) Fr.) – gatunek grzybów z klasy Sordariomycetes.

## Systematyka i nazewnictwo
Pozycja w klasyfikacji według Index Fungorum: Hypocreaceae, Hypocreales, Hypocreomycetidae, Sordariomycetes, Pezizomycotina, Ascomycota, Fungi.
Gatunek ten opisał w 1791 r. Heinrich Julius Tode nadając mu nazwę Sphaeria gelatinosa. Obecną, uznaną przez Index Fungorum nazwę nadał mu Elias Fries w 1849 r.
Synonimy:

- Chromocrea gelatinosa (Tode) Seaver 1910
- Creopus gelatinosus (Tode) Link 1833
- Hypocrea gelatinosa subsp. oligotheca Penz. & Sacc. 1898
- Hypocrea gelatinosa var. aequalis Henn. 1899
- Hypocrea gelatinosa var. oligotheca (Penz. & Sacc.) Sacc. 1910
- Hypocrea gelatinosa var. viridis (Tode) Sacc. 1883)
- Hypocrea moriformis Cooke & Massee 1888
- Hypocrea oligotheca (Penz. & Sacc.) Sacc. & P. Syd. 1899
- Sphaeria gelatinosa Tode 1791
- Sphaeria gelatinosa var. viridis Tode 1791
- Sphaeria pallida Pers., 1801
- Sphaeria pallida var. viridis (Tode) Pers. 1801

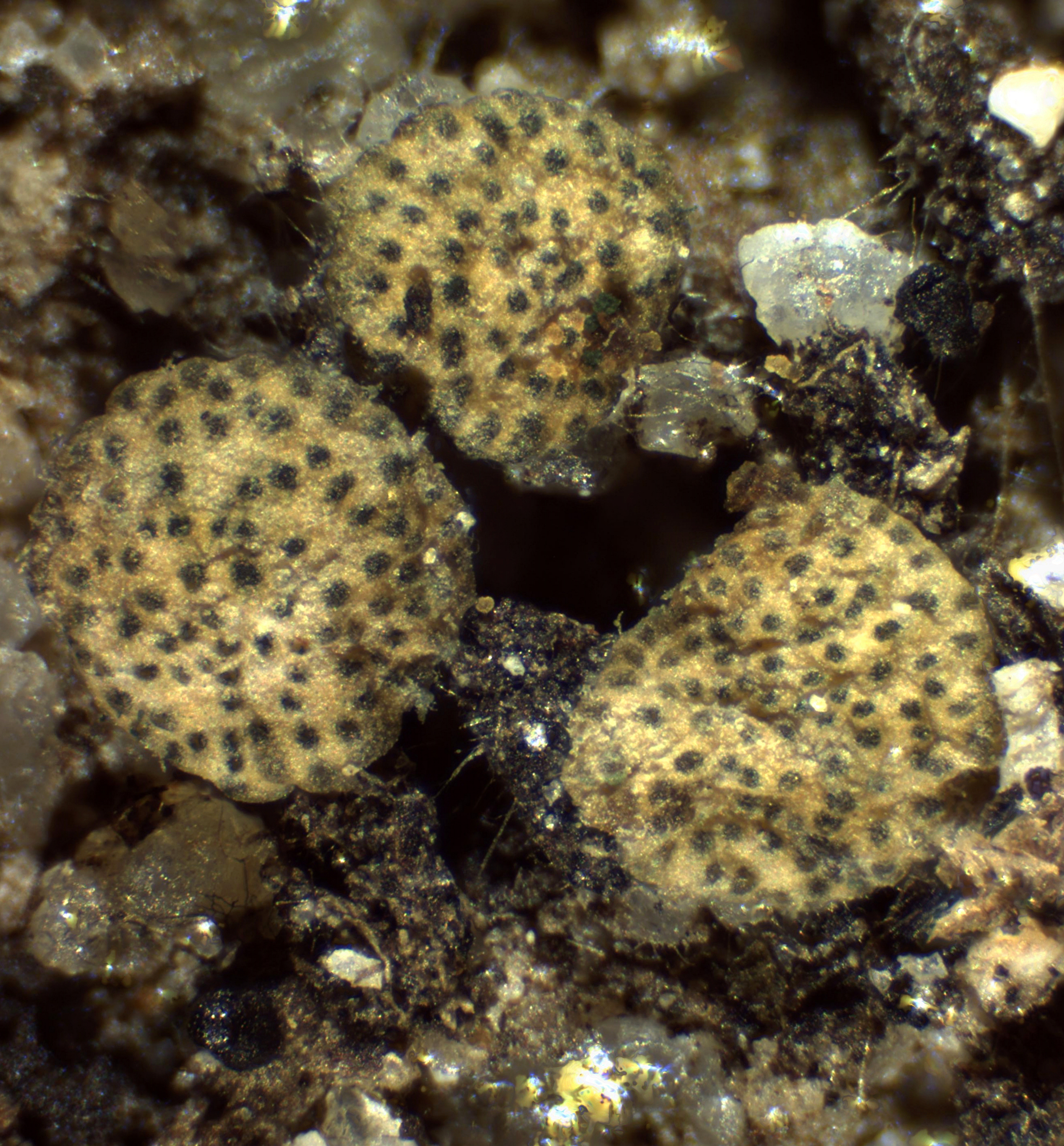
Dojrzewające podkładki
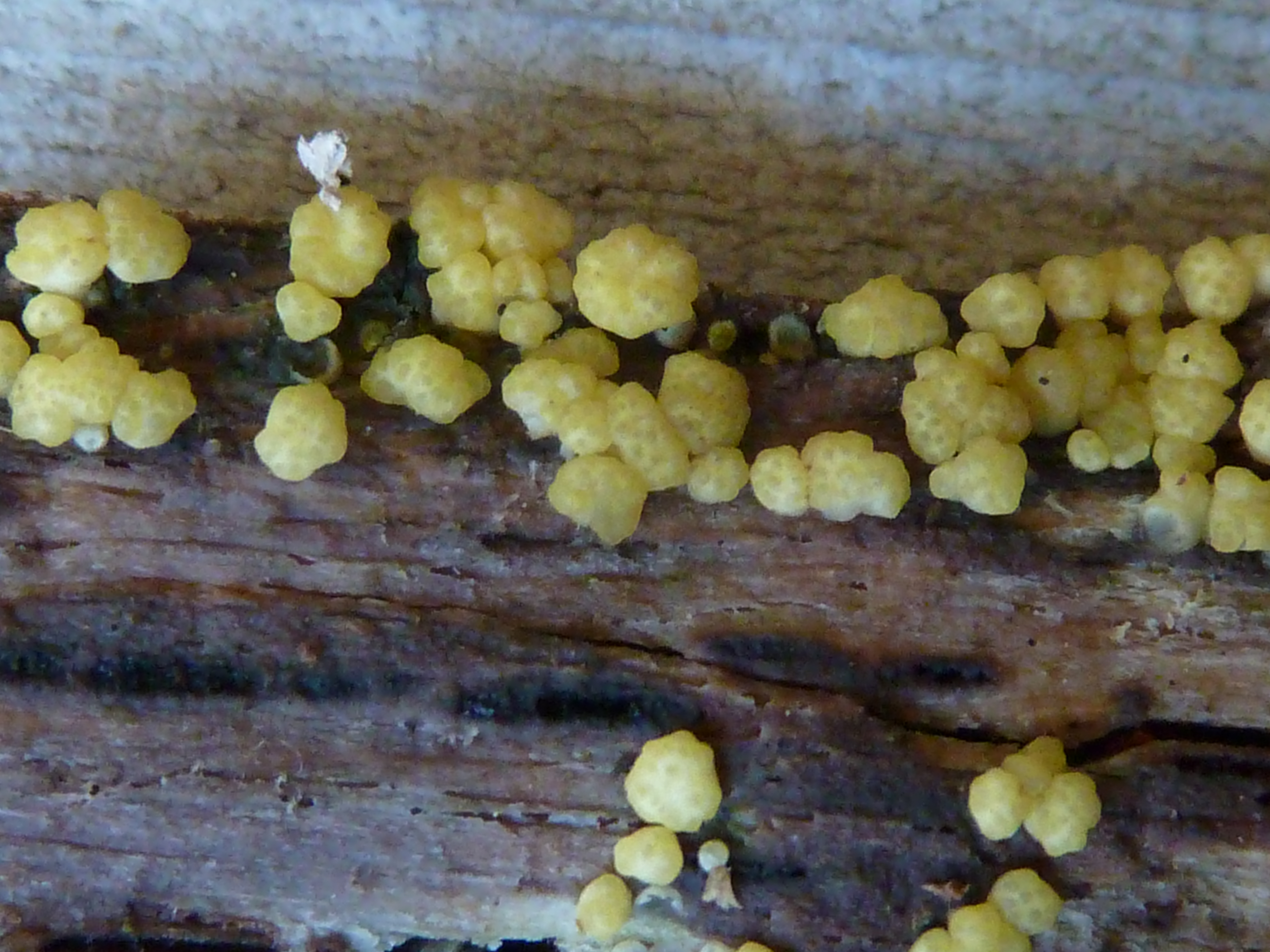
Młode podkładki

## Charakterystyka
Tworzy rozproszone lub gęsto skupione podkładki. Mają kształt od poduszeczkowatego do kulistego i średnicę 1–3 mm. Są galaretowate, miękkie, półprzeźroczyste, początkowo bladożółte, późniejzaczynają się na ich powierzchni tworzyć owocniki typu perytecjum mające postać zielonkawych kropek. W okresie dojrzałości gładka wcześniej powierzchnia podkładek staje się chropowata od wystających na zewnątrz szyjek perytecjów. Powstają w nich zielone askospory nadające perytecjom zieloną barwę.
Drobnokropka zieleniejąca jest łatwa do odróżnienia od innych przedstawicieli rodzaju Hypocrea w okresie dojrzewania owocników. W innych okresach rozwoju wymagane jest badanie mikroskopowe.
Jest szeroko rozprzestrzeniona; poza Antarktydą występuje na wszystkich kontynentach i licznych wyspach. Grzyb saprotroficzny rozwijający się na martwym drewnie. W Polsce podano występowanie na drewnie jodły pospolitej, leszczyny pospolitej, dębu szypułkowego, wierzby.